# دانشگاه موسیقی فرایبورگ
دانشگاه موسیقی فرایبورگ (به آلمانی: Hochschule für Musik Freiburg) یک دانشگاه، کنسرواتوار و دانشگاه دولتی در آلمان است که در فرایبورگ واقع شده‌است.